# 北瀬佳範
北瀬 佳範（きたせ よしのり、1966年9月23日 - ）は、日本のゲームプロデューサー。株式会社スクウェア・エニックス取締役、執行役員、および第一開発事業本部長。コーポレート・エグゼクティブ、第1ビジネス・ディビジョン　ディビジョン・エグゼクティブなどを歴任。2022年6月より株式会社スクウェア・エニックス・ホールディングス取締役を兼任。『ファイナルファンタジーシリーズ』のプロデューサーとして知られる。

## 来歴

### 生い立ち
映画好きの父親の影響により、小学校低学年の頃より洋画を観て育つ。12歳の時に『スター・ウォーズ』を観たことにより、これまで受け手として映画を観るだけであったものが、裏方のものづくりに興味を持つようになる。映画制作に興味をもつようになったことから、日本大学芸術学部映画学科に進学し、アナログ映画の作り方を学ぶ。大学にて講師を勤めていたアニメーション作家と出会い、大学を卒業後そのアニメーション作家が運営していたアニメスタジオへ就職したことで、映像制作の現場作業を一通り経験するも約1年後に退職。

### スクウェア・エニックス
アニメーション業界にいたことも影響し、ストーリー性のあるコンテンツやエンターテイメントに関わりたいと考え、1990年3月にスクウェア・エニックス（当時のスクウェア）へ入社。
聖剣伝説 〜ファイナルファンタジー外伝〜、ロマンシング サ・ガの開発に関わった後、ファイナルファンタジーVの開発に参加。この作品よりプロデューサーの坂口博信と共同でイベントを制作するようになり、ファイナルファンタジーVIではディレクターを担当した。さらに、ファイナルファンタジーVIIの開発より、坂口博信がプロデューサーの業務に専念するようになったため、制作全般を担うようになる。ファイナルファンタジーVIIIでもディレクターを引き続き担当しているが、開発スタッフが増えたことにより現場での仕事は減り、プロデューサー的な立ち回りが増えたとのこと。
ファイナルファンタジーX以降は、ファイナルファンタジーシリーズのプロデューサーを務める。2021年4月には、橋本真司よりファイナルファンタジーシリーズを統括するブランドマネージャーを引き継いだ。

## 作品

### ビデオゲーム
| 年   | 作品名                                                                      | 作中クレジット                                              | 作中外クレジット、ノンクレジット                       |
| ---- | --------------------------------------------------------------------------- | ----------------------------------------------------------- | ------------------------------------------------------ |
| 1991 | 聖剣伝説 〜ファイナルファンタジー外伝〜                                     | ゲームデザイン、シナリオ                                    |                                                        |
| 1991 | ファイナルファンタジーIV                                                    | スペシャルサンクス                                          |                                                        |
| 1992 | ロマンシング サ・ガ                                                         | フィールドマップデザイン                                    |                                                        |
| 1992 | ファイナルファンタジーV                                                     | フィールドプラン                                            | イベント制作                                           |
| 1993 | ロマンシング サ・ガ2                                                        | ロマンシング サ・ガ オリジナルスタッフ                      |                                                        |
| 1994 | ファイナルファンタジーVI                                                    | ディレクター                                                | イベント制作                                           |
| 1995 | クロノ・トリガー                                                            | ディレクター                                                | ルッカの追加エピソード                                 |
| 1997 | ゼノギアス                                                                  | 協力                                                        |                                                        |
| 1997 | ファイナルファンタジーVII                                                   | ディレクター、ストーリー                                    |                                                        |
| 1998 | エアガイツ (アーケードゲーム)                                               | FF VII スタッフ                                             |                                                        |
| 1998 | エアガイツ                                                                  | FF VII スタッフ                                             |                                                        |
| 1999 | クロノ・クロス                                                              | 開発協力                                                    |                                                        |
| 1999 | ファイナルファンタジーVIII                                                  | ディレクター                                                | 一部イベントの演出、ストーリー作成、細かいシステム設定 |
| 2001 | ファイナルファンタジーX                                                     | プロデューサー                                              | シナリオライター                                       |
| 2002 | アンリミテッド:サガ                                                         | スペシャルサンクス                                          |                                                        |
| 2002 | キングダム ハーツ                                                           | 共同プロデューサー                                          |                                                        |
| 2003 | 新約 聖剣伝説                                                               | エグゼクティブプロデューサー                                |                                                        |
| 2003 | 半熟英雄 対 3D                                                              | 開発協力                                                    |                                                        |
| 2003 | ファイナルファンタジーX-2                                                   | プロデューサー                                              |                                                        |
| 2004 | キングダム ハーツ チェイン オブ メモリーズ                                  | プロデューサー                                              |                                                        |
| 2004 | ドラゴンクエスト&ファイナルファンタジー in いただきストリートSpecial        | ファイナルファンタジーパート協力 第1開発事業部              |                                                        |
| 2004 | ビフォア クライシス ファイナルファンタジーVII                               | エグゼクティブプロデューサー                                |                                                        |
| 2005 | キングダム ハーツII                                                         | 共同プロデューサー                                          |                                                        |
| 2005 | 半熟英雄4 〜7人の半熟英雄〜                                                 | 協力                                                        |                                                        |
| 2005 | ロマンシング サガ -ミンストレルソング-                                      | スペシャルサンクス                                          |                                                        |
| 2006 | ドラゴンクエスト&ファイナルファンタジー in いただきストリートポータブル     | ファイナルファンタジーパート協力                            |                                                        |
| 2006 | 聖剣伝説4                                                                   | スペシャルサンクス                                          |                                                        |
| 2006 | ダージュ オブ ケルベロス ファイナルファンタジーVII                          | プロデューサー                                              |                                                        |
| 2006 | ダージュ オブ ケルベロス ロスト エピソード ファイナルファンタジーVII        | エグゼクティブプロデューサー                                |                                                        |
| 2006 | ファイナルファンタジーV アドバンス                                          | スーパーバイザー                                            |                                                        |
| 2006 | ファイナルファンタジーVI アドバンス                                         | スーパーバイザー                                            |                                                        |
| 2007 | クライシス コア ファイナルファンタジーVII                                   | エグゼクティブプロデューサー                                | イベント制作：ニブルヘイム                             |
| 2007 | 聖剣伝説 HEROES of MANA                                                     | スペシャルサンクス                                          |                                                        |
| 2008 | シグマ ハーモニクス                                                         | プロデューサー                                              |                                                        |
| 2008 | ディシディア ファイナルファンタジー                                         | プロデューサー                                              |                                                        |
| 2009 | 光の4戦士 -ファイナルファンタジー外伝-                                      | スペシャルサンクス                                          |                                                        |
| 2009 | ファイナルファンタジーXIII                                                  | プロデューサー、クリスタルツールズ デベロップメントスタッフ |                                                        |
| 2010 | ザ・サード バースデイ                                                       | プロデューサー                                              |                                                        |
| 2010 | ファイナルファンタジーXIV                                                   | クリスタルツールズ                                          |                                                        |
| 2011 | ディシディア デュオデシム ファイナルファンタジー                            | スペシャルサンクス                                          |                                                        |
| 2011 | ファイナルファンタジーXIII-2                                                | プロデューサー                                              |                                                        |
| 2011 | ファイナルファンタジー零式                                                  | プロデューサー                                              |                                                        |
| 2012 | シアトリズム ファイナルファンタジー                                         | スペシャルサンクス                                          |                                                        |
| 2012 | ドラゴンクエストX 目覚めし五つの種族 オンライン                             | スペシャルサンクス                                          |                                                        |
| 2013 | ファイナルファンタジーX / X-2 HDリマスター                                  | プロデューサー                                              |                                                        |
| 2013 | ライトニング リターンズ ファイナルファンタジーXIII                          | プロデューサー                                              |                                                        |
| 2014 | シアトリズム ファイナルファンタジー カーテンコール                          | スペシャルサンクス                                          |                                                        |
| 2014 | ファイナルファンタジーVII Gバイク                                           | [ 注釈 3 ]                                                  | エグゼクティブプロデューサー                           |
| 2015 | Final Fantasy XIV: Heavensward                                              | スペシャルサンクス                                          |                                                        |
| 2015 | ディシディア ファイナルファンタジー (アーケードゲーム)                      | [ 注釈 3 ]                                                  | スペシャルサンクス                                     |
| 2015 | メビウス ファイナルファンタジー                                             | プロデューサー                                              |                                                        |
| 2015 | ファイナルファンタジー ブレイブエクスヴィアス                               | スペシャルサンクス                                          |                                                        |
| 2015 | ファイナルファンタジーレジェンズII 時空ノ水晶                               | スペシャルサンクス                                          |                                                        |
| 2016 | 聖剣伝説 -ファイナルファンタジー外伝- リメイク                              | オリジナルスタッフ - ゲームデザイン、シナリオ               |                                                        |
| 2016 | テラバトル                                                                  | [ 注釈 3 ]                                                  | スペシャルクエスト監修                                 |
| 2016 | ファイナルファンタジーXV                                                    | スペシャルサンクス                                          |                                                        |
| 2017 | ファイナルファンタジーXIV: 紅蓮の解放者                                     | スペシャルサンクス                                          |                                                        |
| 2017 | いただきストリート ドラゴンクエスト&ファイナルファンタジー 30th ANNIVERSARY | スペシャルサンクス                                          |                                                        |
| 2017 | ピクトロジカ ファイナルファンタジー≒                                        | スペシャルサンクス                                          |                                                        |
| 2017 | メビウス ファイナルファンタジー イベント「DREAM WITHIN A DREAM-永遠の夢-」  | プロデューサー                                              |                                                        |
| 2017 | メビウス ファイナルファンタジー イベント「フェイタル・コーリング」          | プロデューサー                                              |                                                        |
| 2018 | クロノ・トリガー Microsoft Windows（Steam）版                               | スペシャルサンクス                                          |                                                        |
| 2018 | 大乱闘スマッシュブラザーズ SPECIAL                                          | オリジナルゲームスーパーバイザー                            |                                                        |
| 2018 | ディシディア ファイナルファンタジー NT                                      | スペシャルサンクス                                          |                                                        |
| 2018 | メビウス ファイナルファンタジー 破滅の戦士                                  | プロデューサー                                              |                                                        |
| 2018 | メビウス ファイナルファンタジー イベント「眠れる獅子」                      | プロデューサー                                              |                                                        |
| 2018 | ロマンシング サガ リ・ユニバース                                            | スペシャルサンクス - 取締役 兼 第一開発事業本部 事業本部長  |                                                        |
| 2019 | ファイナルファンタジーXIV: 漆黒の反逆者                                     | スペシャルサンクス                                          |                                                        |
| 2019 | ファイナルファンタジーVIII リマスタード                                     | スペシャルサンクス                                          |                                                        |
| 2019 | ロマンシング サガ3 リマスター                                               | エグゼクティブオフィサー                                    |                                                        |
| 2019 | SaGa: Scarlet Grace - Ambitions                                             | エグゼクティブオフィサー                                    |                                                        |
| 2019 | WAR OF THE VISIONS ファイナルファンタジー ブレイブエクスヴィアス 幻影戦争   | スペシャルサンクス                                          |                                                        |
| 2019 | スターオーシャン1 -First Departure R-                                       | 第一開発事業本部長                                          |                                                        |
| 2020 | キングダム ハーツ メロディ オブ メモリー                                    | 第一開発事業本部長                                          |                                                        |
| 2020 | ファイナルファンタジーVII リメイク                                          | プロデューサー                                              |                                                        |
| 2020 | ファイナルファンタジー・クリスタルクロニクル リマスター                     | 第一開発事業本部長                                          |                                                        |
| 2021 | サガ フロンティア リマスター                                                | エグゼクティブオフィサー                                    |                                                        |
| 2021 | 新すばらしきこのせかい                                                      | 第一開発事業本部長                                          |                                                        |
| 2021 | ファイナルファンタジー ピクセルリマスター                                   | スーパーバイザー                                            |                                                        |
| 2021 | ファイナルファンタジーII ピクセルリマスター                                 | スーパーバイザー                                            |                                                        |
| 2021 | ファイナルファンタジーIII ピクセルリマスター                                | スーパーバイザー                                            |                                                        |
| 2021 | ファイナルファンタジーIV ピクセルリマスター                                 | スーパーバイザー                                            |                                                        |
| 2021 | ファイナルファンタジーV ピクセルリマスター                                  | スーパーバイザー                                            |                                                        |
| 2021 | ファイナルファンタジーXIV: 暁月の終焉                                       | スペシャルサンクス                                          |                                                        |
| 2021 | ファイナルファンタジーVII ザ ファースト ソルジャー                          | エグゼクティブプロデューサー                                |                                                        |
| 2022 | ファイナルファンタジーVI ピクセルリマスター                                 | スーパーバイザー                                            |                                                        |
| 2022 | スターオーシャン6 THE DIVINE FORCE                                          | 第一開発事業本部長                                          |                                                        |
| 2022 | タクティクスオウガ リボーン                                                 | 第一開発事業本部長                                          |                                                        |
| 2022 | ロマンシング サガ -ミンストレルソング- リマスター                           | スペシャルサンクス                                          |                                                        |
| 2022 | クライシス コア -ファイナルファンタジーVII- リユニオン                      | エグゼクティブプロデューサー                                |                                                        |

### 映像
| 年   | 作品名                                                      | 作中クレジット               | 作中外クレジット、ノンクレジット |
| ---- | ----------------------------------------------------------- | ---------------------------- | -------------------------------- |
| 1991 | Digital Target                                              | [ 注釈 7 ]                   | [ 注釈 8 ] [ 15 ]                |
| 1995 | FINAL FANTASY VI THE INTERACTIVE CG GAME                    | ディレクター                 |                                  |
| 2001 | ファイナルファンタジー                                      | スクウェアグループ企業       |                                  |
| 2005 | ファイナルファンタジーVII アドベントチルドレン              | プロデューサー               |                                  |
| 2005 | ラストオーダー ファイナルファンタジーVII                    | エグゼクティブプロデューサー |                                  |
| 2005 | FINAL FANTASY VII TECHNICAL DEMO FOR PS3                    |                              | 監修                             |
| 2009 | ファイナルファンタジーVII アドベントチルドレン コンプリート | プロデューサー               |                                  |
| 2009 | On the Way to a Smile EPISODE:DENZEL FINAL FANTASY VII      | エグゼクティブプロデューサー |                                  |
| 2016 | キングスグレイブ ファイナルファンタジーXV                   | スペシャルサンクス           |                                  |
| 2021 | すばらしきこのせかい The Animation                          | 企画協力                     |                                  |

### 音楽
| 年   | 作品名                                                                                 | 作中クレジット                                                                | 作中外クレジット、ノンクレジット |
| ---- | -------------------------------------------------------------------------------------- | ----------------------------------------------------------------------------- | -------------------------------- |
| 1991 | 聖剣伝説 ファイナルファンタジー外伝 Original Sound Version                             | ライナーノーツ                                                                |                                  |
| 1994 | ファイナルファンタジーVI グランド・フィナーレ                                          | アリア - 作詞                                                                 |                                  |
| 2006 | More Friends music from FINAL FANTASY                                                  | マリアとドラクゥ - 作詞                                                       |                                  |
| 2006 | VOICES music from FINAL FANTASY                                                        | オペラ「マリアとドラクゥ」 (ファイナルファンタジーVI) - 作詞                  |                                  |
| 2008 | THE BLACK MAGES III 〜Darkness and Starlight〜                                         | Darkness and Starlight form FINAL FANTASY Ⅵ “オペラ～マリアとドラクゥ” - 作詞 |                                  |
| 2010 | ファイナルファンタジーXIII オリジナルサウンドトラック                                  | ライナーノーツ                                                                |                                  |
| 2012 | FINAL FANTASY ORCHESTRAL ALBUM                                                         | オペラ～マリアとドラクゥ（完全版） [FINAL FANTASY VI] - 歌詞                  |                                  |
| 2013 | Distant Worlds music from FINAL FANTASY THE CELEBRATION                                | 「オペラ～マリアとドラクゥ（完全版）」／ファイナルファンタジーVIより - 作詞   |                                  |
| 2018 | FINAL FANTASY 30th Anniversary Distant Worlds: music from FINAL FANTASY JIRITSU / 而立 | オペラ～マリアとドラクゥ（完全版） - 作詞                                     |                                  |
| 2021 | FINAL FANTASY VII REMAKE INTERGRADE Original Soundtrack                                | ライナーノーツ                                                                |                                  |

## 特許出願
| 年   | 技術名 | 出願人                                           | 発明者                                 | 状態       |
| ---- | --- | ------------------------------------------------ | -------------------------------------- | ---------- |
| 1998 | ゲーム装置、情報記録媒体および画像処理方法 | 株式会社スクウェア                               | 北瀬佳範                               | 未査定     |
| 2000 | オンラインでビデオゲームの攻略情報を提供するための方法およびその方法を実現するためのプログラムを記録したコンピュータ読み取り可能な記録媒体、ならびに、ゲームシステム、ゲームシステムに適用されるサーバ装置およびゲームシステムに適用されるゲーム端末 | 株式会社スクウェア・エニックス・ホールディングス | 坂口博信、成田賢、小久保啓三、北瀬佳範 | 拒絶査定   |
| 2006 | ビデオゲーム処理装置、ビデオゲーム処理方法、およびビデオゲーム処理プログラム | 株式会社スクウェア・エニックス・ホールディングス | 松原啓介、松井優介、北瀬佳範           | 特許登録済 |